# Дионисий (фрурарх Мунихия)
Диони́сий (др.-греч. Διονύσιος) — македонский фрурарх (комендант военного гарнизона) Мунихия IV века до н. э.

## Биография
В 318 или 317 году до н. э. македонский правитель Кассандр назначил Дионисия комендантом военного гарнизона Мунихия после казни предыдущего фрурарха Никанора. Мунихий представлял собой стратегически важную крепость рядом с Афинами, которая позволяла контролировать город. О важности Мунихия свидетельствует один фрагмент у Афинея. Так, афиняне упрекали сына Фокиона Фока за то, что тот опозорил свой род, так как растратил отцовское имущество после чего стал угодливо заискивать перед комендантом Мунихия, которым был Дионисий.
Диодор Сицилийский упомянул Дионисия в контексте событий 314 года до н. э., когда Кассандр приказал Дионисию и подконтрольному тирану Афин Деметрию Фалерскому направить на Лемнос двадцать кораблей. Они тотчас снарядили флот под командованием Аристотеля.
В 307 году до н. э. Афины были атакованы с моря Деметрием Полиоркетом. Дионисий не смог удержать городские стены и был вынужден бежать в Мунихий. Одним из факторов, который позволил быстро захватить город была нелюбовь афинян к македонянам. Деметрий Полиоркет подвёл к стенам Мунихия баллисты и организовал осаду. По оценкам Диодора, «на стороне Дионисия был сложный рельеф местности и большая высота его позиции». Однако, Деметрий Полиоркет имел численное и техническое преимущество. После того как Деметрий захватил Мегару, он в августе-сентябре 307 года до н. э. с основным войском вернулся к Мунихию. В течение непрерывного штурма в течение двух дней крепость была взята. Гарнизон сложил оружие, а Дионисий попал в плен.
Согласно византийскому энциклопедическому словарю X века «Суда», Деметрий Полиоркет приговорил Дионисия к смерти. Одновременно, он приказал разрушить крепость. В данном случае казнь Дионисия, по мнению П. Уитли и Ш. Дюнн, была предостережением Деметрия относительно последствий сопротивления, а разрушение крепости — знаком доверия к афинскому демосу.